# Eugeniusz Szatkowski
Eugeniusz Szatkowski (ur. 17 sierpnia 1929, zm. 10 marca 2010) – polski działacz partyjny i państwowy, inżynier, podsekretarz stanu w różnych resortach (1976–1978, 1980–1987, 1988–1989), wiceprzewodniczący Komisji Planowania przy Radzie Ministrów (1978–1980).

## Życiorys
Z wykształcenia inżynier, absolwent Politechniki Warszawskiej. Pracował jako generalny Projektant i dyrektor w przedsiębiorstwie „Motoprojekt” oraz dyrektor naczelny Bumaru. Wstąpił do Polskiej Zjednoczonej Partii Robotniczej. Zajmował stanowiska podsekretarza stanu w Ministerstwie Przemysłu Maszyn Ciężkich i Rolniczych (czerwiec 1976 – lipiec 1978, styczeń 1980 – sierpień 1981, od maja 1980 w randze I zastępcy ministra), zastępcy przewodniczącego Komisji Planowania przy Radzie Ministrów (lipiec 1978 – styczeń 1980), ponownie podsekretarza stanu w Ministerstwie Hutnictwa i Przemysłu Maszynowego (sierpień 1981 – październik 1987) oraz Ministerstwie Przemysłu (marzec 1988 – listopad 1989). Po stronie rządowej uczestniczył w podpisaniu porozumienia sierpniowego w Gdańsku oraz negocjacjach Okrągłego Stołu.
14 kwietnia 2010 odbyły się uroczystości pogrzebowe na Cmentarzu Wojskowy na Powązkach. Następnie w gronie najbliższych urna z prochami została złożona w grobie rodzinnym na Cmentarzu Bródnowskim w Warszawie.